# Stefanie Martin-Kilcher
Stefanie Martin-Kilcher (* 5. Juli 1945) ist eine Schweizer Provinzialrömische Archäologin.

## Leben
Ab 1964 studierte sie an der Universität Basel Ur- und Frühgeschichte, Klassische Archäologie und Volkskunde. 1973 wurde sie bei Ludwig Berger mit der Dissertation „Das römische Gräberfeld von Courroux“ promoviert. Von 1973 bis 1980 arbeitete sie Teilzeit für verschiedene Projekte für die Archäologische Bodenforschung Basel-Stadt, das Römermuseum Augst und den Archäologischen Dienst des Kantons Bern. Von 1980 bis 1987 bearbeitete sie als Projekt des Schweizerischen Nationalfonds und des Amtes für Museen und Archäologie des Kantons Baselland „Die römischen Amphoren aus Augst und Kaiseraugst“. Von 1988 bis 1997 war sie Leiterin, bis 2002 wissenschaftliche Begleiterin der Auswertung der Grossgrabungen im Vicus Vitudurum (Oberwinterthur-Unteres Bühl) im Auftrag der Kantonsarchäologie Zürich. 1992 habilitierte sie sich an der Universität Bern und wurde dort 1996 ausserordentliche Professorin, 1997 ordentliche Professorin für Archäologie der Römischen Provinzen. 2010 wurde sie emeritiert.
Ihre Forschungsschwerpunkte bilden vor allem Handel und Austausch, Religion sowie Gesellschaft und Kulturwandel, insbesondere auch im Spiegel der Grabsitten.
Seit 1988 ist sie korrespondierendes Mitglied der Deutschen Archäologischen Instituts, seit  2011 korrespondierendes Mitglied des Österreichischen Archäologischen Instituts.
Verheiratet war sie mit dem Archäologen Max Martin (1939–2016).

## Schriften
- Das römische Gräberfeld von Courroux im Berner Jura (= Basler Beiträge zur Ur- und Frühgeschichte. Band 2). Habegger, Derendingen-Solothurn 1976.
- Die Funde aus dem römischen Gutshof von Laufen-Müschhag. Ein Beitrag zur Siedlungsgeschichte des nordwestschweizerischen Jura. Staatlicher Lehrmittelverlag, Bern 1980.
- mit Marc Zaugg: Fundort Schweiz III: Die Römerzeit. Aare, Solothurn 1983.
- Die römischen Amphoren aus Augst und Kaiseraugst. Ein Beitrag zur römischen Handels- und Kulturgeschichte. Band 1: Die südspanischen Ölamphoren (= Forschungen in Augst. Band 7/1). Römermuseum Augst, Augst 1987, ISBN 3-7151-0007-2.
- Die römischen Amphoren aus Augst und Kaiseraugst. Ein Beitrag zur römischen Handels- und Kulturgeschichte. Band 2: Die Amphoren für Wein, Fischsauce, Südfrüchte (Gruppen 2–24) und Gesamtauswertung.
- Die römischen Amphoren aus Augst und Kaiseraugst. Ein Beitrag zur römischen Handels- und Kulturgeschichte. Band 3: Archäologische und naturwissenschaftliche Tonbestimmungen; Katalog und Tafeln (= Forschungen in Augst. Band 7/2.3). Römermuseum Augst, Augst 1994.
- Das römische Heiligtum von Thun-Allmendingen. Unter Mitarbeit von Studentinnen und Studenten des Instituts für Ur- und Frühgeschichte und Archäologie der Römischen Provinzen der Universität Bern (= Archäologische Führer der Schweiz. Band 28). Verein zur Förderung des Bernischen Historischen Museums, Bern 1995, ISBN 3-908006-60-0.
- mit Heidi Amrein und Beat Horisberger: Der römische Goldschmuck aus Lunnern (ZH). Ein Hortfund des 3. Jahrhunderts und seine Geschichte (= Collectio Archaeologica. Band 6). Chronos, Zürich 2008, ISBN 978-3-0340-0908-9.
- als Herausgeberin mit Regula Schatzmann: Das römische Heiligtum von Thun-Allmendingen, die regio Lindensis und die Alpen (= Schriften des Bernischen Historischen Museums. Band 9). Bernisches Historisches Museum, Bern 2009, ISBN 978-3-9523269-2-3.
- mit Jacqueline Wininger: Syene III. Untersuchungen zur römischen Keramik und weiteren Funden aus Syene/Assuan. Grabungen 2001–2004 (= Beiträge zur Ägyptischen Bauforschung und Altertumskunde. Band 20). PeWe, Gladbeck 2017, ISBN 978-3-935012-27-0.